# (1554) Yugoslavia
(1554) Yugoslavia ist ein Asteroid im Hauptgürtel zwischen Mars und Jupiter. Er wurde am 6. September 1940 von dem serbischen Astronomen Milorad B. Protić entdeckt und von ihm nach dem damaligen Königreich Jugoslawien benannt. Seine genaue Zusammensetzung ist nicht bekannt, weshalb er auch nicht typisiert wurde. Die Exzentrizität seiner Bahn beträgt 0,202.

## Quelle
- (1554) Yugoslavia in der Small-Body Database des Jet Propulsion Laboratory (englisch).